# Al-Suhayli
Abou el-Kassem Abd er-Rahman ben Abdallah, también conocido como Souheïli, Souheïli, Es-Soheïli o Al-Suhayli (referente a su lugar de origen) (nacido en Suhayl, actual Fuengirola, provincia de Málaga; 1114 - Marrakech, 1185) fue un imán, santo y erudito andalusí.
Nació ciego en el seno de una familia pobre, pero religiosa y bien educada. Su padre le enseñó árabe y lo ayudó a memorizar el Corán. Posteriormente, famosos eruditos de esa época le enseñaron otras ciencias, en Málaga y otras ciudades de la actual Andalucía (región sur de España). Pese a los impedimentos, destacó por escribir libros sobre gramática y derecho islámico. Es especialmente conocido como erudito islámico por su comentario sobre la sira (biografía) de Ibn Hishām. Compuso otras obras que influyeron en la consiguiente aportación literaria de Ibn Khallikan y Kâtip Çelebi, manteniendo por títulos propios libros como Rawd al Ounouf o Raouzoul Enif.
Al-Suhayli llegó a Marrakech alrededor de 1182 por llamada del califa almohade Abu Yúsuf Yaacub al-Mansur. Murió aquí tres años después y fue enterrado en Bab er Robb, puerta sur de la ciudad de Marrakech, cerca de Bab Agnaou.